# ドゥアラ
ドゥアラ（フランス語: Douala、ドイツ語: Duala）はカメルーン共和国最大の都市。リトラル州の州都。
大西洋のギニア湾に面し、北西には4070mのカメルーン山が聳えている。首都のヤウンデとは道路と鉄道で結ばれている。

## 歴史
1472年、ポルトガル人が建設し、奴隷貿易の中心として発達した。
1884年、グスタフ・ナハティガルがドゥアラにドイツの旗を立てドイツ保護領と宣言した。
第一次世界大戦後1919年以降は、フランス領カメルーンに属した。

## 地理
ドゥアラはギニア湾に面している。ウーリ川の河口の両岸に都市が広がり、左岸と右岸（ボナベリ）はボナベリ橋によってつながっている。ウーリ川に架かる第2の橋（2e pont sur le Wouri）が開通している。

## 気候
ケッペンの気候区分で熱帯モンスーン気候(Am)に区分される。
| ドゥアラ(1971年–2000年、極値 1885年–現在)の気候                               | ドゥアラ(1971年–2000年、極値 1885年–現在)の気候 | ドゥアラ(1971年–2000年、極値 1885年–現在)の気候 | ドゥアラ(1971年–2000年、極値 1885年–現在)の気候 | ドゥアラ(1971年–2000年、極値 1885年–現在)の気候 | ドゥアラ(1971年–2000年、極値 1885年–現在)の気候 | ドゥアラ(1971年–2000年、極値 1885年–現在)の気候 | ドゥアラ(1971年–2000年、極値 1885年–現在)の気候 | ドゥアラ(1971年–2000年、極値 1885年–現在)の気候 | ドゥアラ(1971年–2000年、極値 1885年–現在)の気候 | ドゥアラ(1971年–2000年、極値 1885年–現在)の気候 | ドゥアラ(1971年–2000年、極値 1885年–現在)の気候 | ドゥアラ(1971年–2000年、極値 1885年–現在)の気候 | ドゥアラ(1971年–2000年、極値 1885年–現在)の気候 |
| 月                                                                            | 1月                                             | 2月                                             | 3月                                             | 4月                                             | 5月                                             | 6月                                             | 7月                                             | 8月                                             | 9月                                             | 10月                                            | 11月                                            | 12月                                            | 年                                              |
| ----------------------------------------------------------------------------- | ----------------------------------------------- | ----------------------------------------------- | ----------------------------------------------- | ----------------------------------------------- | ----------------------------------------------- | ----------------------------------------------- | ----------------------------------------------- | ----------------------------------------------- | ----------------------------------------------- | ----------------------------------------------- | ----------------------------------------------- | ----------------------------------------------- | ----------------------------------------------- |
| 最高気温記録 °C （°F）                                                        | 35.8 (96.4)                                     | 39.8 (103.6)                                    | 37.8 (100)                                      | 36.4 (97.5)                                     | 36.0 (96.8)                                     | 39.0 (102.2)                                    | 32.5 (90.5)                                     | 32.0 (89.6)                                     | 33.1 (91.6)                                     | 35.0 (95)                                       | 38.0 (100.4)                                    | 38.0 (100.4)                                    | 39.8 (103.6)                                    |
| 平均最高気温 °C （°F）                                                        | 32.2 (90)                                       | 32.8 (91)                                       | 32.5 (90.5)                                     | 32.1 (89.8)                                     | 31.4 (88.5)                                     | 29.9 (85.8)                                     | 28.1 (82.6)                                     | 27.7 (81.9)                                     | 29.0 (84.2)                                     | 29.8 (85.6)                                     | 30.9 (87.6)                                     | 31.7 (89.1)                                     | 30.7 (87.3)                                     |
| 日平均気温 °C （°F）                                                          | 27.8 (82)                                       | 28.5 (83.3)                                     | 28.2 (82.8)                                     | 27.8 (82)                                       | 27.3 (81.1)                                     | 26.5 (79.7)                                     | 25.4 (77.7)                                     | 25.3 (77.5)                                     | 25.9 (78.6)                                     | 26.2 (79.2)                                     | 27.1 (80.8)                                     | 27.5 (81.5)                                     | 27.0 (80.6)                                     |
| 平均最低気温 °C （°F）                                                        | 23.4 (74.1)                                     | 24.1 (75.4)                                     | 23.9 (75)                                       | 23.5 (74.3)                                     | 23.2 (73.8)                                     | 23.0 (73.4)                                     | 22.7 (72.9)                                     | 22.8 (73)                                       | 22.8 (73)                                       | 22.5 (72.5)                                     | 23.2 (73.8)                                     | 23.3 (73.9)                                     | 23.2 (73.8)                                     |
| 最低気温記録 °C （°F）                                                        | 18.0 (64.4)                                     | 19.0 (66.2)                                     | 18.0 (64.4)                                     | 18.3 (64.9)                                     | 16.0 (60.8)                                     | 18.2 (64.8)                                     | 18.2 (64.8)                                     | 19.0 (66.2)                                     | 18.5 (65.3)                                     | 16.8 (62.2)                                     | 18.5 (65.3)                                     | 18.0 (64.4)                                     | 16.0 (60.8)                                     |
| 降水量 mm （inch）                                                            | 34.2 (1.346)                                    | 54.5 (2.146)                                    | 155.2 (6.11)                                    | 241.2 (9.496)                                   | 276.2 (10.874)                                  | 354.1 (13.941)                                  | 681.4 (26.827)                                  | 687.5 (27.067)                                  | 561.2 (22.094)                                  | 406.6 (16.008)                                  | 123.1 (4.846)                                   | 27.5 (1.083)                                    | 3,602.7 (141.839)                               |
| 平均降水日数 （≥0.1 mm）                                                      | 5                                               | 9                                               | 15                                              | 18                                              | 21                                              | 23                                              | 27                                              | 30                                              | 26                                              | 24                                              | 12                                              | 5                                               | 215                                             |
| % 湿度                                                                        | 80                                              | 79                                              | 80                                              | 81                                              | 82                                              | 85                                              | 87                                              | 88                                              | 86                                              | 84                                              | 83                                              | 82                                              | 83                                              |
| 平均月間日照時間                                                              | 193.3                                           | 179.1                                           | 171.9                                           | 176.5                                           | 175.8                                           | 123.1                                           | 72.0                                            | 53.2                                            | 90.8                                            | 131.2                                           | 162.1                                           | 184.2                                           | 1,713.2                                         |
| 出典1：World Meteorological Organization Meteo Climat (record highs and lows) |                                                 |                                                 |                                                 |                                                 |                                                 |                                                 |                                                 |                                                 |                                                 |                                                 |                                                 |                                                 |                                                 |
| 出典2：ドイツ気象局 (humidity, 1957–1990), NOAA (sun, 1961–1990)              |                                                 |                                                 |                                                 |                                                 |                                                 |                                                 |                                                 |                                                 |                                                 |                                                 |                                                 |                                                 |                                                 |

## 言語
ドゥアラ市とその周辺の地域ではバンツー語族に属するドゥアラ語が使われる。カメルーンの公用語であるフランス語、英語も広く使われている。

## 経済
カメルーン国内で商業上もっとも重要な都市である。
空港（ドゥアラ国際空港）や港もあり、運輸上の中心であると共にチャドからの輸送の中継地でもある。

## 交通

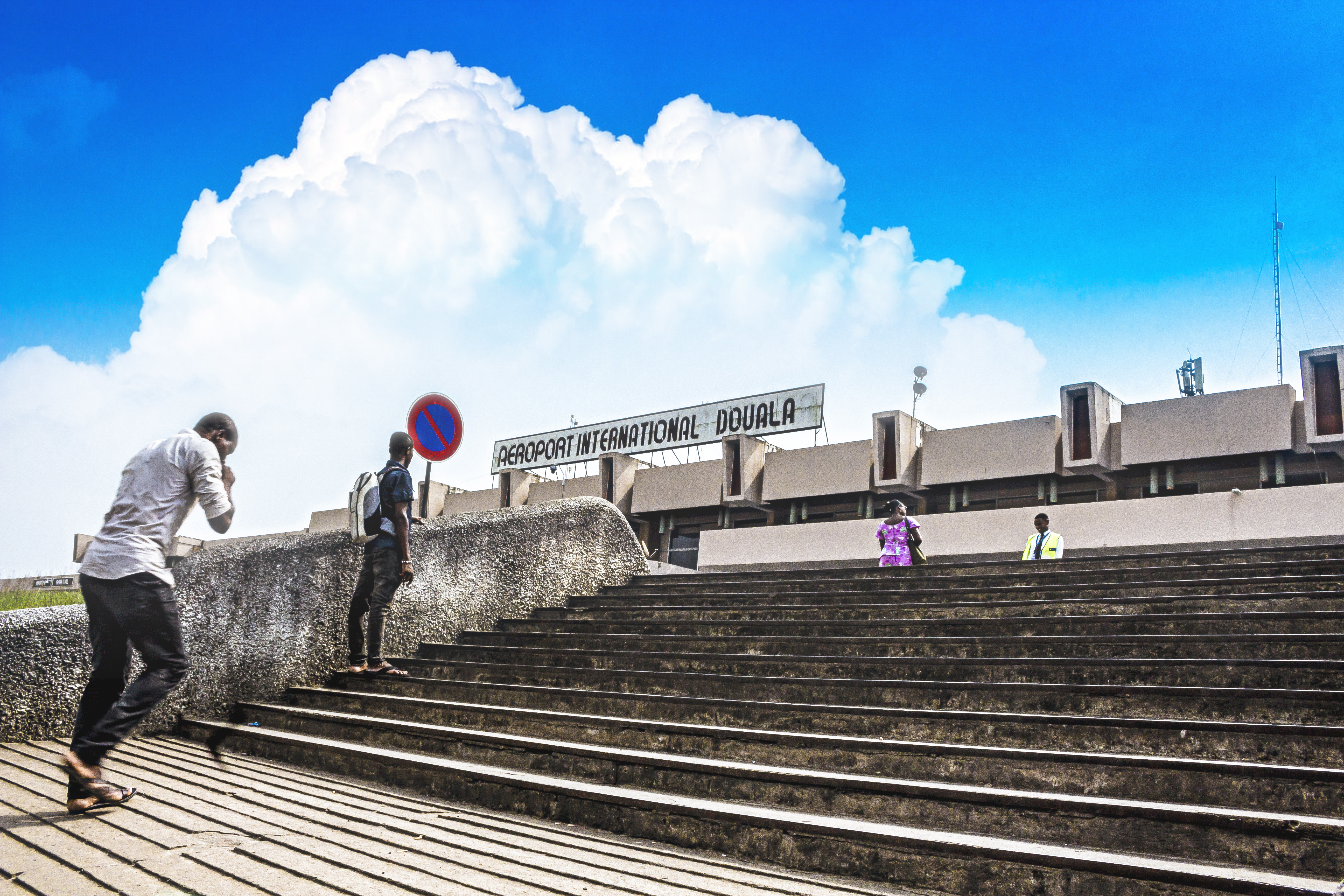
ドゥアラ国際空港

### 空港
- ドゥアラ国際空港：ドゥアラ西部にあり、パリ、ブリュッセル、イスタンブールなど欧州への直行便が就航している。アフリカ域内各都市へも直行便があり、中部アフリカ地域でもっとも利用者の多い空港のひとつである。ナショナル・キャリアのカメルーン航空のハブ空港となっている。

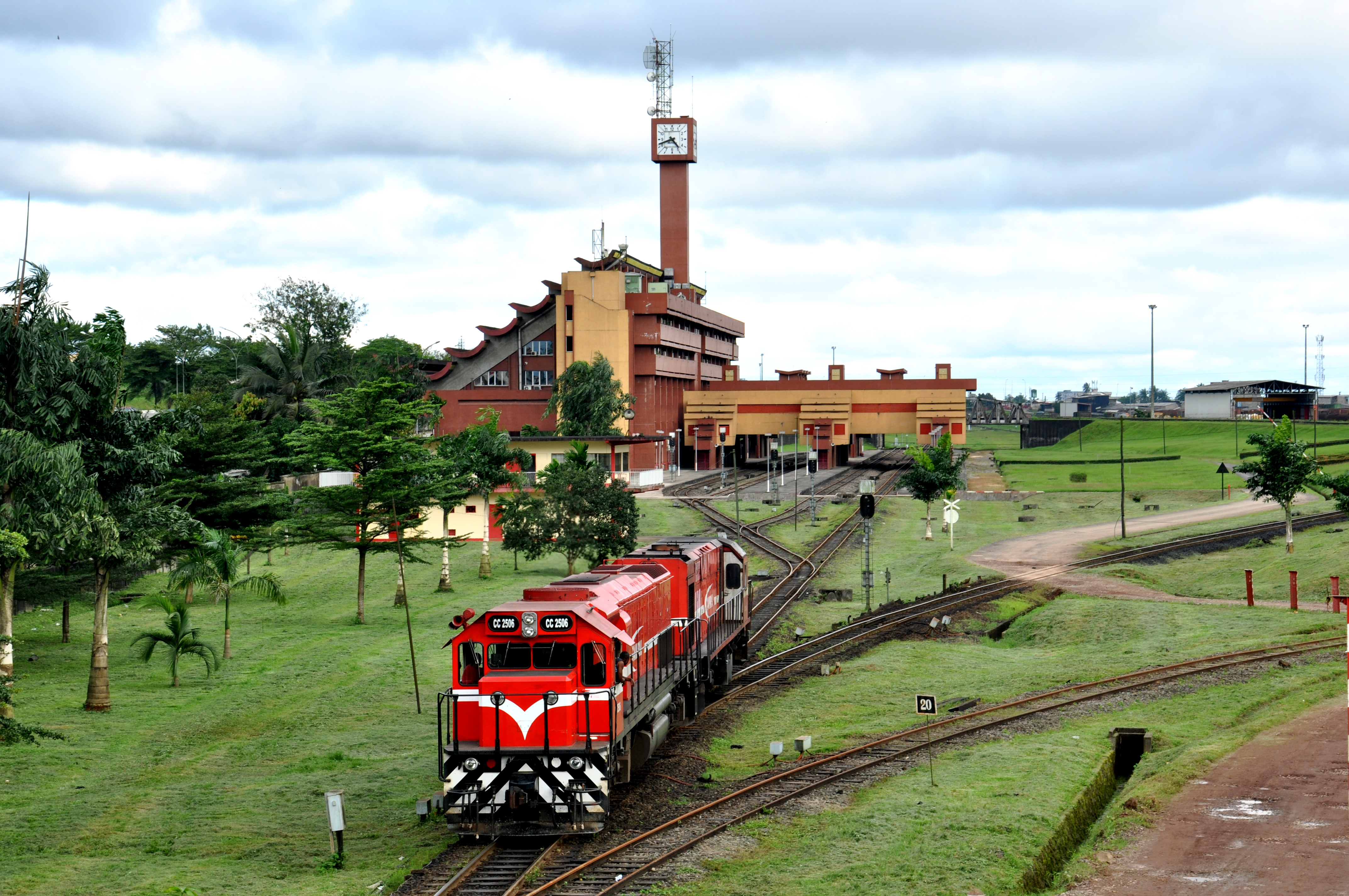
ドゥアラのベッサンゲ駅

### 鉄道
旧カメルーン国鉄であるカムレールによって、首都ヤウンデ、ヌガウンデレ、クンバ、ンコングサンバと結ぶ列車が運行されている。

#### トラム
市内交通トラムの建設計画があり、2021年以降に開業予定となっている。

### 道路
ドゥアラはカメルーンの他都市と繋がる道路網が建設されているが、ここ数年は政府による整備がなされず劣化している部分も多い。ドゥアラ市内の道路については改修の努力が進んでいる。

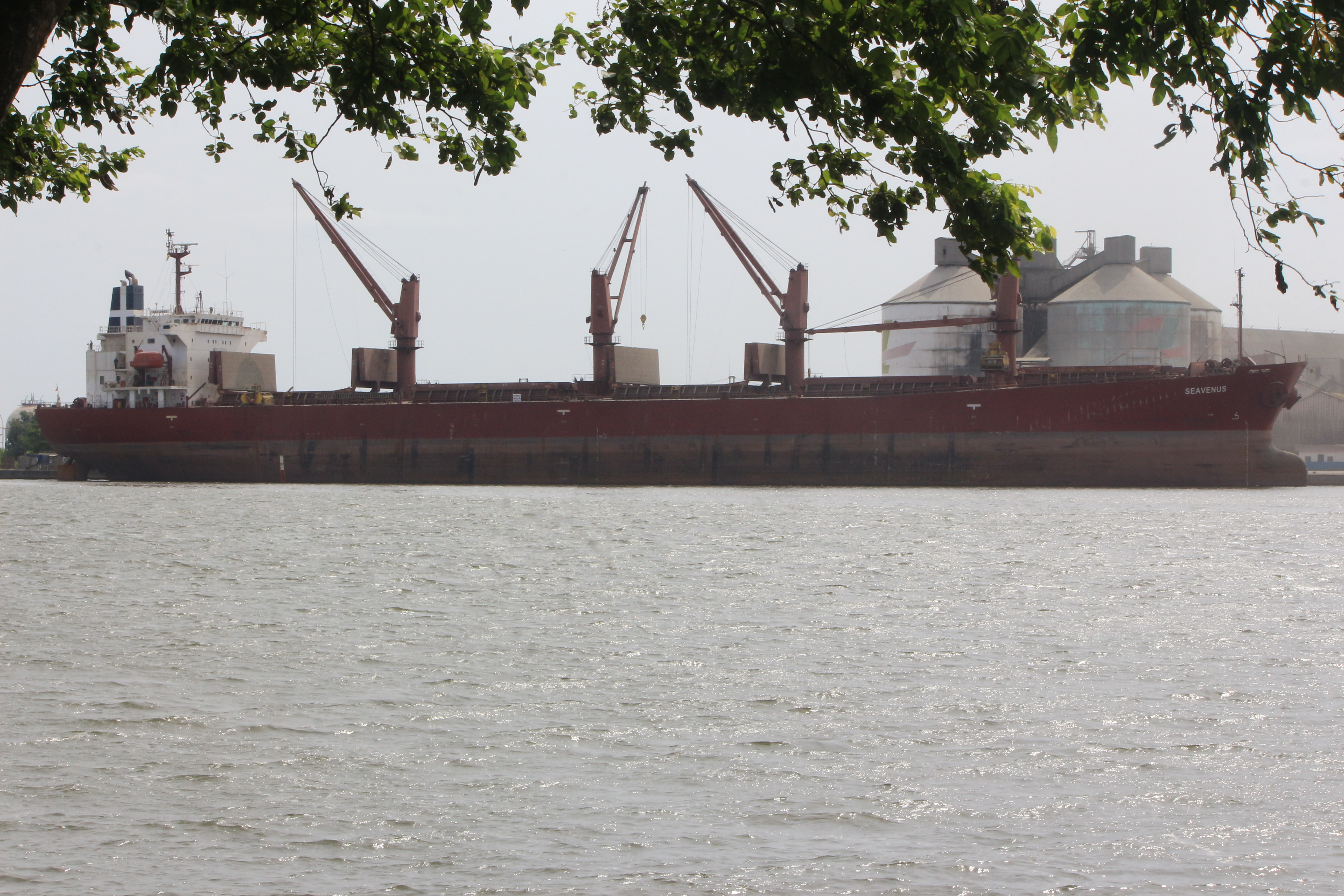
ドゥアラ港

### 港湾
ドゥアラ港は、隣の内陸国である中央アフリカの輸出入の75%が行われる港湾である。近年、ドゥアラ港沖では海上犯罪が多発している。

## 文化
- ドゥアラ海事博物館（Douala Maritime Museum）：ドゥアラの海事関連史料を展示した博物館。
- Doual'art（ドゥアラート、ドゥアラール）： 1991年設立の非営利団体、アートセンター、美術館。
- ラ・ヌーベル・リベルテ（La Nouvelle Liberté）： カメルーン人芸術家ジョセフ=フランシス・スメニエによる高さ12mの彫像。2007年完成。

## 教育
- ドゥアラ大学：1977年創設の国立総合大学[8]。
- CAE Oxford Aviation Academy Douala：カナダ企業CAEが所有・運営する航空学校。

## スポーツ
ドゥアラをホームとするサッカークラブがある。
- ユニオン・ドゥアラ

## 姉妹都市
- ダカール、セネガル
- フィラデルフィア、アメリカ合衆国ペンシルベニア州
- ストラスブール, フランス
- アクヒサル, トルコ
- ニューアーク, アメリカ合衆国ニュージャージー州
- ウィントフック,  ナミビア

## 出身者
- パトリック・エムボマ - 元カメルーン代表サッカー選手
- イドリス・カルロス・カメニ - サッカー選手
- ジャン＝アラン・ブームソン - フランス代表サッカー選手
- ピエール・ヌジャンカ - サッカー選手
- ピエール・ウォメ - サッカー選手
- エリック・ジェンバ＝ジェンバ - サッカー選手
- アレクサンドル・ソング - サッカー選手
- ジョゼフ・ベサラ - 元ボクサー
- ソメン・チョイ - サッカー選手
- サミュエル・エトオ - サッカー選手
- アントワネット・ナナ・ジムー - 陸上競技選手[9]
- パスカル・シアカム - バスケットボール選手